# Zeche Antonius (Essen)
Die Zeche Antonius ist ein ehemaliges Steinkohlenbergwerk in Essen-Baldeney. Während der über fünfzigjährigen Betriebszeit konsolidierte das Bergwerk zweimal mit einer anderen Schachtanlage.

## Antonius
Das Zeche Antonius war bereits seit 1780 in Betrieb, der Stollen befand sich nahe Haus Baldeney. Im Jahr 1802 wurden auf der Zeche 20 Ringel, das sind 1,5 Tonnen, Steinkohle pro Tag gefördert. In den Jahren 1802 und 1807 war das Bergwerk nachweislich in Betrieb. Im Jahr 1811 ging der Tagesbetrieb 1 in Förderung. Am 8. August des Jahres 1817 erfolgte die Vereinigung mit der Zeche Vereinigte Capellenbank zur Zeche Antonius & Capellenbank.

## Antonius & Capellenbank
Nach der Vereinigung im Jahr 1817 wurde weiterhin Abbau betrieben. Im Jahr 1820 waren auf dem Bergwerk 25 Bergleute angelegt. Auch in den Jahren 1820 und 1824 war das Bergwerk in Betrieb. Am 1. August 1825 erfolgte die Vereinigung mit der Zeche Rolandsbank zur Zeche Antonius & Rolandsbank. 

## Antonius & Rolandsbank
Nach der Vereinigung im Jahr 1825 wurde auch auf diesem Bergwerk weiterhin Abbau betrieben. Im Jahr 1830 wurden mit 34 Bergleuten 95.400 Scheffel, das sind 5247 Tonnen, Steinkohle gefördert. Die letzten Angaben über das Bergwerk stammen aus dem Jahr 1834, es wurden mit fünf Bergleuten 41.512 Scheffel (2283,2 Tonnen) Steinkohle gefördert. Danach wurde das Bergwerk nicht mehr in den Akten des Bergamtes erwähnt, es wurde vermutlich 1834 stillgelegt.